# پیشت خواهم ماند
«پیشت خواهم ماند» تک‌آهنگی از گروه موسیقی پاپ راک رمبرندز است. این آهنگ بیشتر به خاطر پخش در تیتراژ ابتدایی سریال کمدی فرندز شناخته شده‌است.
این تک‌آهنگ در چارت اسکاتلند، در رتبه اول و در چارت‌های استرالیا، بریتانیا، نیوزلند و نروژ جزو ده ترانه اول قرار گرفت.